# Electric Fire
Az Electric Fire a negyedik stúdióalbuma az egykori Queen dobosnak Roger Taylornak. Az album nagyobb sikert hozott mint az azt megelőző Happiness?. Az album tartalmaz egy John Lennon feldolgozást, a Working Class Herót.

## Az album dalai
1. Pressure On (Taylor) 4:56
2. A Nation of Haircuts (Taylor) 3:32
3. Belive in Yourself (Taylor) 5:00
4. Surrender (Taylor) 3:36
5. People on Streets (Taylor) 4:11
6. The Whisperers (Evans, Taylor) 6:05
7. Is It Me? (Taylor) 3:23
8. No More Fun (Taylor) 4:13
9. Tonight (Taylor) 3:44
10. Where Are You Now (Taylor) 4:48
11. Working Class Hero (Lennon) 4:41
12. London Town-C'mon Down (Taylor) 9:43

## Slágerlista alakulása
| Helyezés | 53 |

## Közreműködők
- Keith Airey – Gitár
- Steve Barnacle – Basszusgitár
- Mike Crossley – Billentyűsök
- Jason Falloon – Akusztikus gitár, Basszusgitár, Gitár
- Treana Morris – Vokál
- Jonathan Perkins Vokál, Billentyűsök
- Keith Prior – Dob
- Roger Taylor – Dob, Vokál, Producer, Billentyűsök, Borító Design